# Hermann Beyfuss

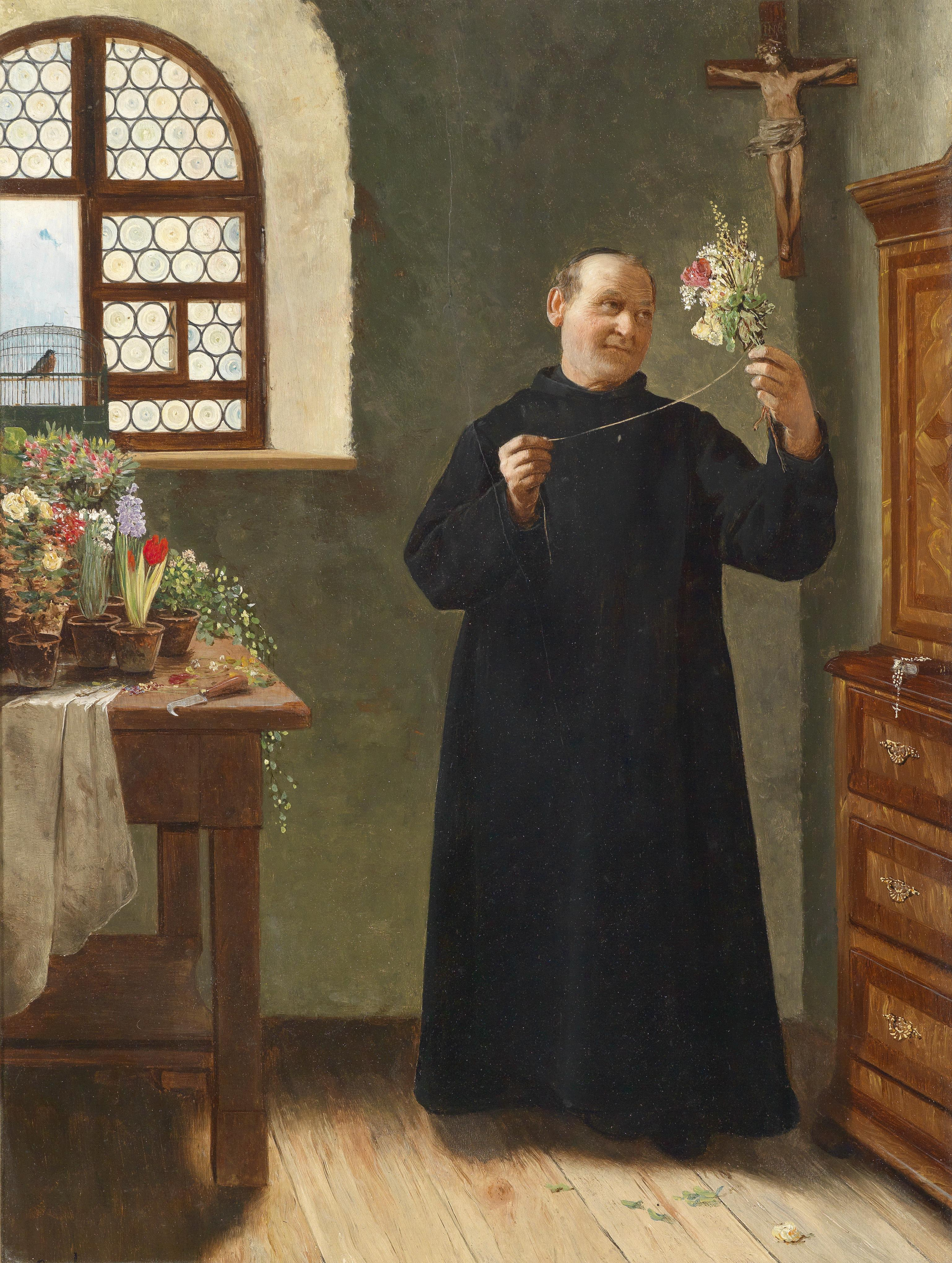
Der Blumenliebhaber

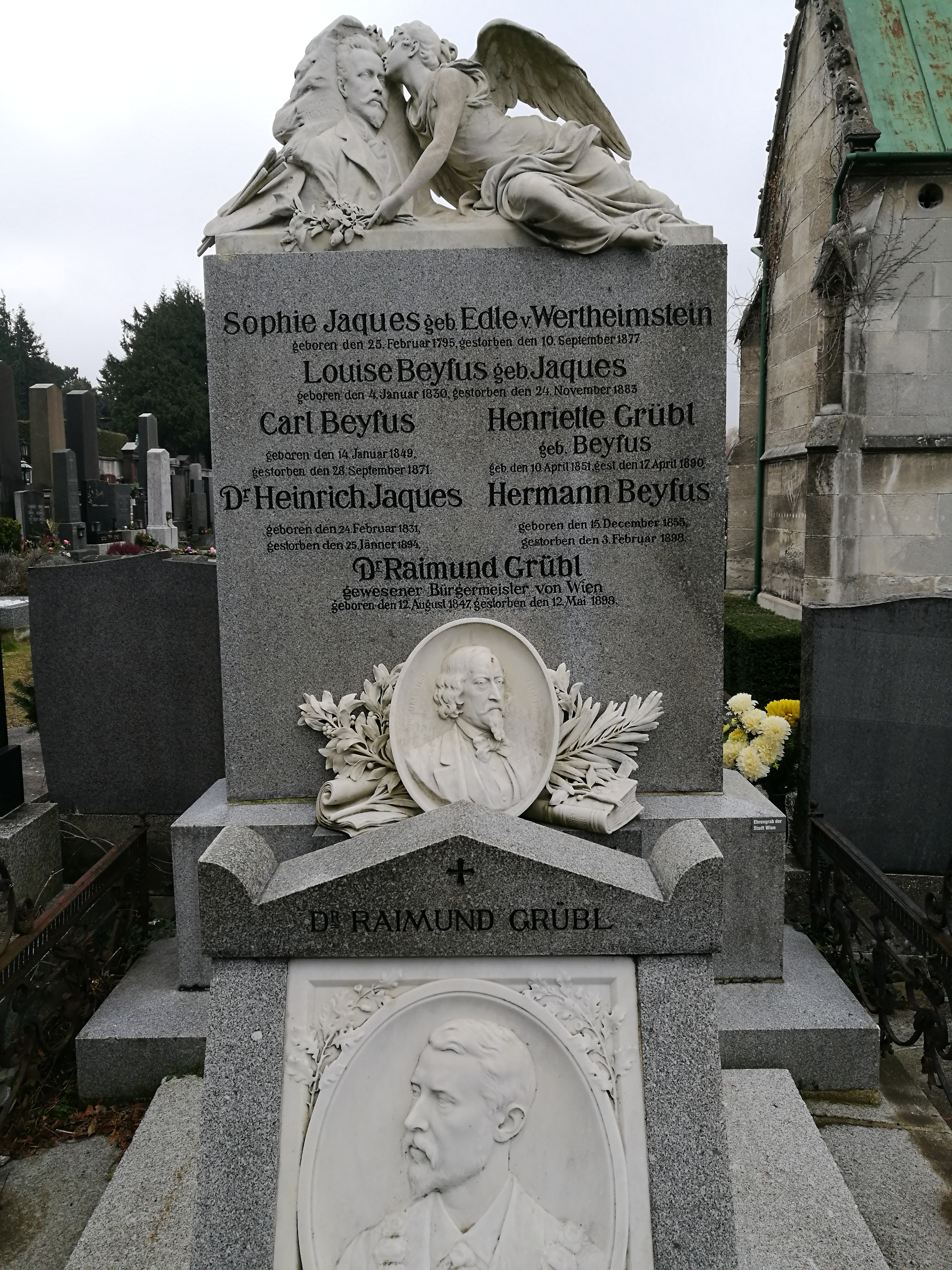
Grab von Hermann Beyfuss (Beyfus) am Hietzinger Friedhof

Hermann Beyfuss (auch Beyfus; * 16. Dezember 1855 in Wien; † 3. Februar 1898 ebenda) war ein österreichischer akademischer Maler.
Beyfuss studierte seit 1874 an der K.u.K. Akademie der bildenden Künste Wien bei Christian Griepenkerl und Carl Wurzinger, danach an der Königlichen Akademie der Künste in München, dort jedoch ohne Eintrag im Matrikelbuch der Akademie.
Nach dem Studium kam Hermann Beyfuss nach Wien zurück und widmete sich der Porträt- und Genremalerei mit einer Vorliebe für Szenen aus dem Mönchs- und Klosterleben.
1885 wurde er Mitglied des Künstlerhauses, in dem er oftmals ausstellte. 1896 erklärte er seinen Austritt aus dem mosaischen Glauben. Hermann Beyfuss starb im 42. Lebensjahr und fand seine letzte Ruhestätte am Hietzinger Friedhof (Gruppe 11, Nummer 118; als Geburtsdatum ist hier der 15. Dezember 1855 angeführt). In dem Familiengrab wurden auch sein Schwager, der Wiener Bürgermeister Raimund Grübl, sowie sein Onkel, der Jurist und Politiker Heinrich Jaques, bestattet.
1954 wurde in Wien-Liesing die Beyfusgasse nach ihm benannt.